# Asia Rugby Championship
Asia Rugby Championship – coroczny turniej organizowany od 2015 roku pod auspicjami Asia Rugby dla trzech najlepszych azjatyckich reprezentacji rugby union. Mecze odbywały się w ciągu sześciu kolejnych weekendów na przełomie kwietnia i maja.
Był zreformowaną wersją rozgrywanego w latach 2008–2014 Asian Five Nations z uwagi na różnicę w poziomie gry pomiędzy Japonią i dwiema kolejnymi reprezentacjami a pozostałymi azjatyckimi drużynami, a także z powodu wycofania się strategicznego sponsora HSBC. Turniej, podobnie jak Puchar Narodów Europy, miał strukturę dywizyjną z systemem awansów i spadków pomiędzy nimi. W najwyższej dywizji występowały trzy najlepsze drużyny kontynentu, a o awans do elity walczyły drużyny w niższych dywizjach, których liczba wahała się w zależności od edycji. Zwycięzca Top 3 zostawał mistrzem Azji, zaś zespół z ostatniego miejsca rozgrywał baraż o utrzymanie w najwyższej klasie rozgrywkowej z triumfatorem Dywizji 1.

## Zwycięzcy
| Rok  | Top 3    | Dywizja I                    | Dywizja II                   | Dywizja III            |
| ---- | -------- | ---------------------------- | ---------------------------- | ---------------------- |
| 2015 | Japonia  | Sri Lanka                    | Malezja                      | Liban Uzbekistan Guam  |
| 2016 | Japonia  | Malezja                      | Zjednoczone Emiraty Arabskie | Jordania Katar Laos    |
| 2017 | Japonia  | Malezja                      | Singapur                     | Liban                  |
| 2018 | Hongkong | Filipiny                     | Chińskie Tajpej              | Liban Kazachstan Guam  |
| 2019 | Hongkong | Filipiny                     | Zjednoczone Emiraty Arabskie | Katar Pakistan Chiny   |
| 2022 | Hongkong |                              | Pakistan                     | Kazachstan Indie Katar |
| 2023 | Hongkong | Zjednoczone Emiraty Arabskie | Katar                        |                        |
| 2024 | Hongkong | Sri Lanka                    |                              |                        |
| 2025 | Hongkong |                              |                              |                        |